# رباط تشاهك
رباط تشاهك هو رباط تاريخي يعود إلى عصر السلالة الصفوية، ويقع في مقاطعة قائنات.